# 闊闊出 (唐兀氏)
闊闊出（?—?），元朝官员，唐兀氏（即党项族），朵罗台的弟弟。
祖父小丑，父亲塔儿忽台，都以制弓为业，管理行营工匠。闊闊出继承家族事业，把制造的弓献给忽必烈，忽必烈见他魁伟能射，以他为近侍。后为大同路广胜库达鲁花赤，管理贮藏兵器。尽心尽责，管理很好。1297年，为大同路武州达鲁花赤，兼管本州诸军奥鲁诸军事。又监建州、利州，改为佥四川道廉访司事。后为监察御史、中大夫、大宁路总管。在任上去世。

## 传記資料
- 《元史》卷134 列传第二十一
- 《新元史》卷156 列传第五十三